# Герб Космачева
Герб Космачева — офіційний символ села Космачів, Рівненського району Рівненської області, затверджений 28 листопада 2024 р. рішенням сесії Костопільської міської ради. 
Автор — А. Гречило та Ю. Терлецький.

## Опис герба
У синьому полі срібна балка, над якою дві золоті лілеї, а під нею — така ж одна; на широкому золотому бордюрі 10 зелених соснових шишок.

## Значення символів
Три лілеї походять із герба власника поселення у XVII ст. — Йосифа Чаплича-Шпановського. Срібна смуга означає річку Косму, від якої село отримало назву. Шишки символізують багаті соснові ліси, серед яких виник Космачів. Золото (жовтий колір на прапорі) вказує на сільське господарство, а синій — місцеві водойми. 
Щит увінчано золотою сільською короною з колосків, що вказує на статус села.